# Crisia ramosa
Crisia ramosa is een mosdiertjessoort uit de familie van de Crisiidae. De wetenschappelijke naam van de soort is voor het eerst geldig gepubliceerd in 1891 door Harmer.